# Kvantefysikkens lære
Kvantefysikkens lære er en film instrueret af Lars Becker-Larsen.

## Handling
Den atomare verden kan ikke på klassisk vis forstås som en uafhængig omverden. Iagttagerens valg af måleapparatur bestemmer hvad man får at se. Derfor er vi ikke blot iagttagere, men også deltagere i kvantevirkeligheden, mener den amerikanske fysiker John Wheeler. Som elev af Niels Bohr har han med et eksperiment demonstreret kvantefysikkens paradoksale verdensbillede.